# Hôtel du 22 rue Geoffroy-l'Asnier
L’hôtel du 22 rue Geoffroy-l'Asnier est un hôtel particulier situé à Paris en France.

## Localisation
Il est situé au 22 rue Geoffroy-l'Asnier, dans le 4e arrondissement de Paris.

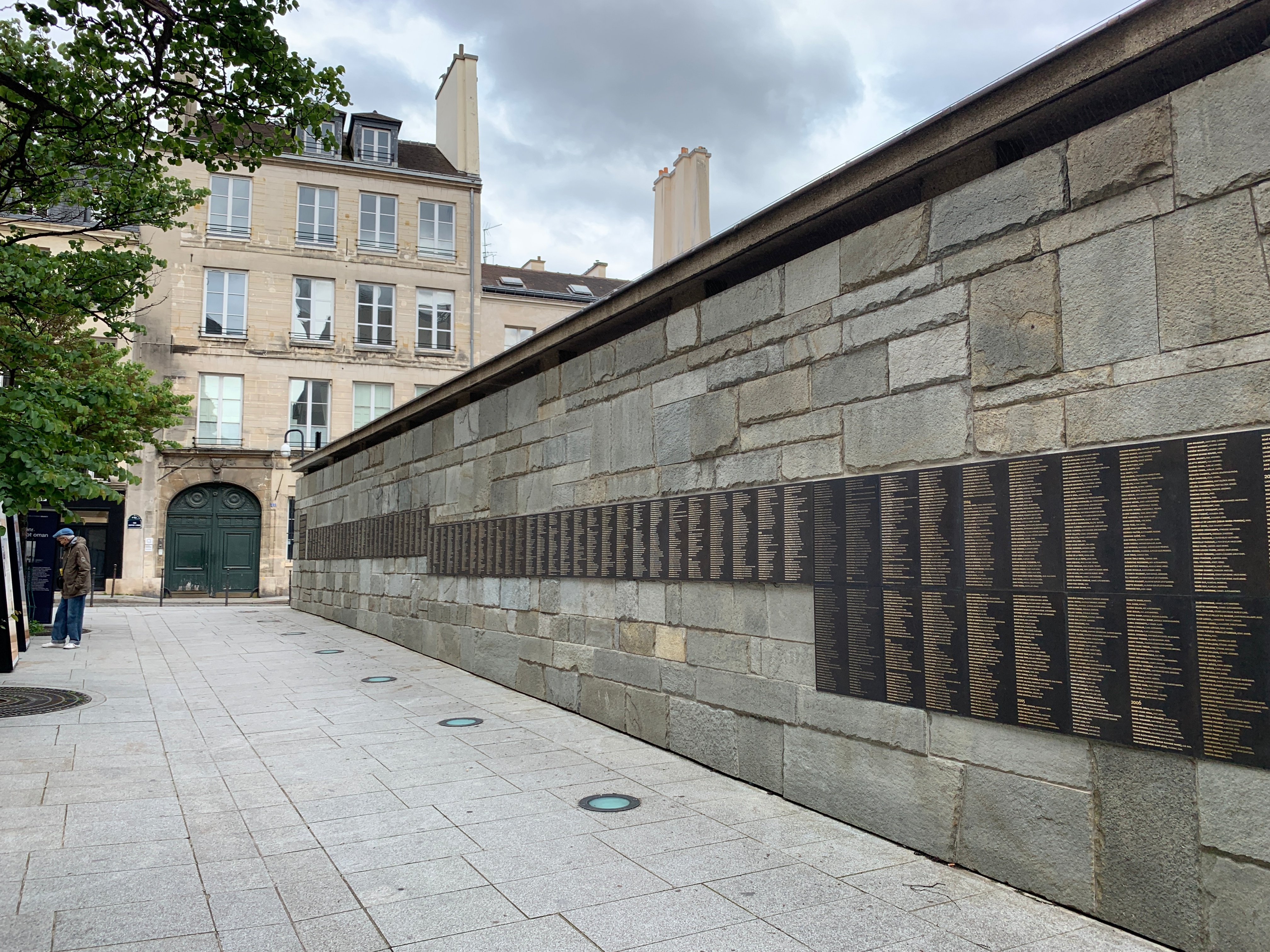
L'hôtel vue depuis la rue des Juste.

## Histoire
Habité par Jehan Hennequin (1549), le conseiller et secrétaire du roi Pierre Poussepin de Belair (1633) et Dreux Poussepin (1636) avant d'être racheté par le quartenier Jean Rousseau à qui l'on doit la construction de l'hôtel entre cour et jardin actuel en 1668. Les portes en bois sculpté sur rue et sur cour font l'objet d'une inscription au titre des monuments historiques depuis le 27 juin 1926, la protection a été révisée le 24 mars 1928.
La porte fait l’objet d’une inscription au titre des monuments historiques depuis le 24 mars 1928, protection étendue en 2020 à toute la façade, le passage d'entrée et les quatre chasse-roues, le sol de la première cour, le second passage pavé entre la première et la seconde cour, le sol de la seconde cour, les façades sur la seconde cour, la façade sur jardin, le sol du jardin, le kiosque, les trois escaliers anciens et leurs cages.
En 2021, après un autre arrêté d'inscription le 9 septembre, le périmètre fait cette fois-ci l'objet d'un classement le 8 novembre,.